# Stefania Maimone
Stefania Maimone (Messina, 2 febbraio 1979) è un'ex cestista italiana.
Centro di 189 cm, ha giocato in Serie A1 con Bari, Messina, Termini, Ribera e Maddaloni.

## Carriera

### Club
Ha esordito in Serie A con il Basket Bari; poi ha vestito la maglia della Rescifina Messina, con cui vince la Serie A2 d'Eccellenza e disputa quattro stagioni del massimo campionato.
Dopo l'esperienza a Termini Imerese, dal 2003 al 2005 milita nella Pallacanestro Ribera in Serie A1, disputando anche gare internazionali di FIBA EuroCup. A gennaio 2006 viene ceduta al Centro Pallacanestro Rende.
Milita successivamente nelle Pantere Basket Femminile di Maddaloni.
A gennaio 2008 dalla Basilia Potenza passa alla Gymnasium Napoli in Serie A2.

### Nazionale
Ha giocato nella Nazionale di pallacanestro femminile dell'Italia.

## Palmarès
- Campionato italiano di Serie A2 d'Eccellenza: 1
Rescifina Messina: 1995-1996